# Hyponerita ampla
Hyponerita ampla là một loài bướm đêm thuộc phân họ Arctiinae, họ Erebidae.